# Щавель український
Щавель український (Rumex ucranicus) — вид рослин родини гречкові (Polygonaceae), поширений у Європі й Азії.

## Опис

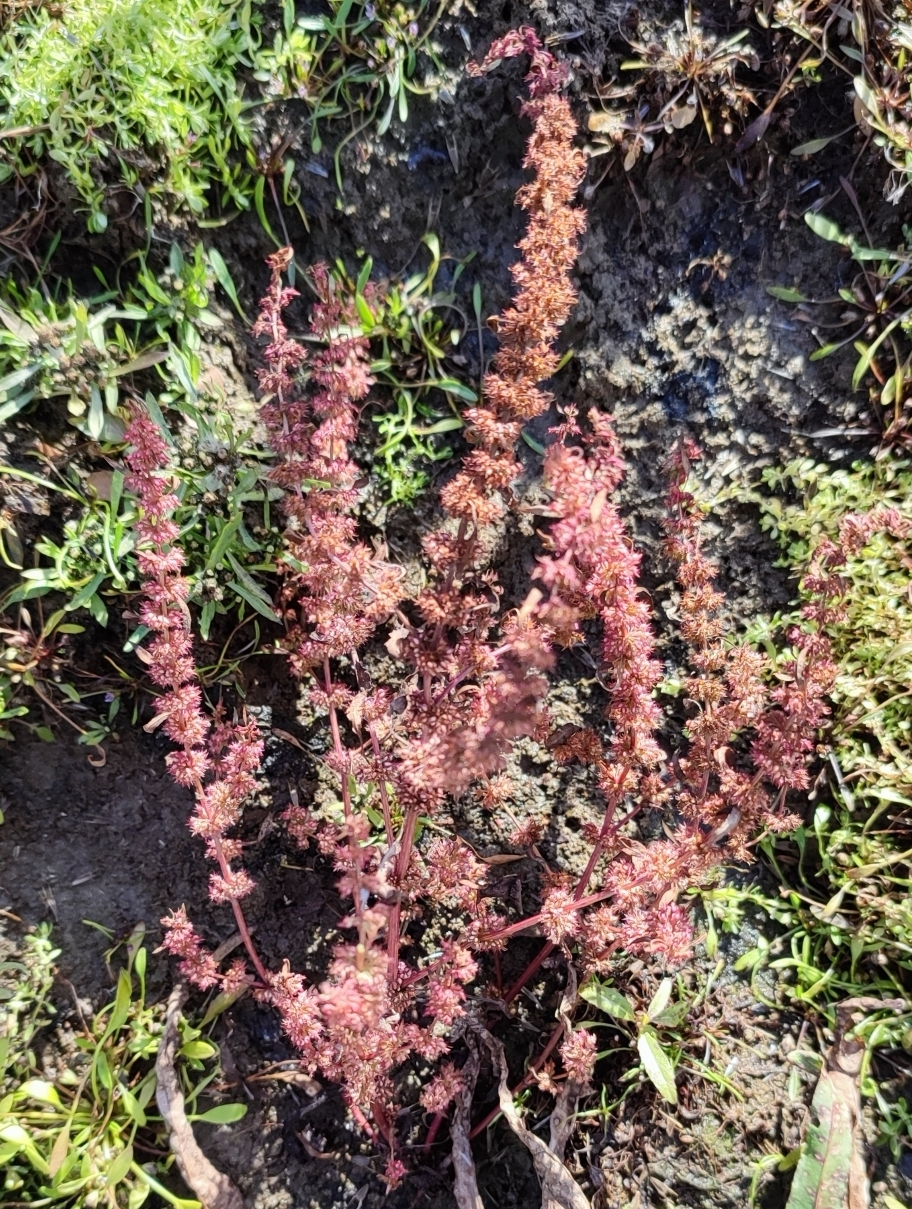
Rumex ucranicus

Багаторічна трава 15–30 см заввишки. Стебла від основи розгалужені. Листки відразу звужені в черешках, довгасто-ланцетні, верхні — лінійні. Внутрішні листочки оцвітини 2–3 мм довжиною, яйцеподібно-ромбічні, на верхівці шилоподібні, з 3 гострими зубчиками з кожного боку.

## Поширення
Поширений у Європі й Азії.
В Україні вид зростає у вологих піскуватих і солончакових місцях, степових подах — досить звичайний у долині Дніпра й пониззі Сули, Ворскли та Самари; де-не-де по Сів. Дінцю, Осколу, крім того, в околицях Одеси, Миколаєва, в Асканії-Новій.